# Eric Agyemang
Eric Agyemang (* 11. Januar 1980 in Obuasi) ist ein deutsch-ghanaischer Fußballspieler. 

## Werdegang
Agyemang kam über die Vereine Goldfields SC, FC St. Pauli, Eichholzer SV und Vorwärts/Wacker Billstedt zu Kickers Emden. Er hatte in der Saison 2004/05 mit 18 Treffern maßgeblichen Anteil an der Meisterschaft der Kickers in der Oberliga Nord. In der Saison 2005/06 kam er für Emden in der Regionalliga Nord nicht zum Einsatz und wechselte in der Winterpause in die Regionalliga Süd zum SC Pfullendorf. Für Pfullendorf absolvierte der Stürmer in eineinhalb Jahren 37 Spiele und erzielte dabei zwölf Treffer. Beim 5:2-Heimsieg gegen den SV Darmstadt 98 in der Saison 2006/07 gelang ihm in der ersten Halbzeit ein Hattrick zur 3:0-Pausenführung. Nach Unstimmigkeiten mit Pfullendorfs Trainer Michael Feichtenbeiner löste der Ghanaer im Sommer 2007 seinen noch bis 2008 laufenden Vertrag.
Daraufhin wechselte Agyemang zur Saison 2007/08 wieder in die Regionalliga Nord und schloss sich dem 1. FC Magdeburg an. Ziel der Magdeburger war die Qualifikation zur neu eingeführten 3. Liga. Agyemang spielte 18-mal in der Saison, erzielte jedoch keinen Treffer und verpasste mit Magdeburg die angestrebte Qualifikation. Im Oktober 2008 wechselte Agyemang zum FC Erzgebirge Aue in die 3. Liga. Aue war am Ende der Saison 2007/08 aus der 2. Bundesliga abgestiegen, hatte in den ersten acht Spielen der 3. Liga nur sieben Treffer erzielt und befand sich auf einem Abstiegsplatz. Agyemang sollte die Effektivität im Sturm erhöhen und erhielt einen Einjahresvertrag. Bereits bei seinem zweiten Einsatz für Aue erzielte er sein erstes Profi-Tor. Am 10. April 2010 gelangen ihm drei Treffer beim 3:0-Sieg gegen den VfL Osnabrück.
Zur Saison 2010/11 schloss er sich Wacker Burghausen an, bei denen er in 29 Spielen 13 Tore schoss. Zu Beginn der Saison 2011/12 wechselte er zum Zweitligaabsteiger Arminia Bielefeld. Mit Arminia stieg er 2013 in die 2. Bundesliga auf. In 39 Spielen für die Bielefelder erzielte er neun Tore. Dennoch wurde sein Vertrag nicht verlängert. Anschließend schloss er sich dem Hamburger Oberligisten TuS Dassendorf an, für den er in seiner ersten Saison 26 Tore in 29 Spielen erzielte. Er steigerte sich in seinem zweiten Jahr auf 29 Tore in 31 Einsätzen. Nach drei Jahren und drei aufeinanderfolgenden Meisterschaften mit TuS Dassendorf wurde Agyemang 2016 vom Oberligaaufsteiger Wedeler TSV verpflichtet.

## Trivia
Teilweise, um humorvoll ihre Sympathie zu bekunden, teilweise wegen der schwierigen korrekten Aussprache seines Namens erhielt Agyemang von Emder Fans in Anlehnung an die in Ostfriesland ansässige plattdeutsche Sprache den Spitznamen „Erich Ackermann“.